# Ballando ballando
Ballando ballando è un film del 1983 diretto da Ettore Scola. 
Fu candidato all'Oscar al miglior film straniero per l'Algeria.

## Trama
Una sala da ballo della periferia di Parigi. Nel corso di un periodo lungo quasi 50 anni, dal 1936 al 1983, si incontrano ogni sabato piccoli borghesi, commesse e lavoratori: un mondo di delusi e di esclusi, tutti celibi e tutti lì per il ballo, unica possibilità di amare e sognare. Cinquant'anni di canzoni famose marcano via via l'epoca del Fronte Popolare, la seconda guerra mondiale, la liberazione, il dopoguerra, per poi giungere al conflitto di Algeria. La sceneggiatura è totalmente priva di parlato.

## Riconoscimenti
- 1984 - Premio Oscar
  - Candidatura come miglior film straniero (Algeria)
- 1984 - David di Donatello
  - Miglior film
  - Migliore regia a Ettore Scola
  - Miglior montaggio a Raimondo Crociani
  - Miglior colonna sonora a Vladimir Cosma e Armando Trovajoli
  - Candidatura come migliore sceneggiatura a Ruggero Maccari, Jean-Claude Pechenat, Furio Scarpelli e Ettore Scola
  - Candidatura come miglior produttore a Franco Committeri
  - Candidatura come miglior attrice non protagonista a Rossana Di Lorenzo
  - Candidatura come miglior fotografia a Ricardo Aronovich
  - Candidatura come migliore scenografia a Luciano Ricceri
  - Candidatura come migliori costumi a Ezio Altieri
- 1984 - Premio César
  - Miglior film
  - Migliore regia a Ettore Scola
  - Miglior colonna sonora a Vladimir Cosma
  - Candidatura come migliore fotografia a Ricardo Aronovich
- 1984 - Festival di Berlino
  - Migliore regia a Ettore Scola
  - Candidatura all'Orso d'oro a Ettore Scola